# Hilversidia autumnalis
Hilversidia autumnalis är en tvåvingeart som beskrevs av Boris Mamaev 1966. Hilversidia autumnalis ingår i släktet Hilversidia och familjen gallmyggor. Inga underarter finns listade i Catalogue of Life.